# COCOON (PIERROTの曲)
「COCOON」（コクーン）は、日本のバンドPIERROTの、メジャーで発売された9枚目のシングル。

## 概要
表題曲は、TBS系『スーパーサッカー』のテーマソングに起用された。
初回プレス限定：パーソナル・フォト・スリーブ仕様（歌詞カードの背景がメンバー５人のうちの誰かの写真になっている）

## 収録曲
1. COCOON
（作詞：キリト／作曲：アイジ／編曲：PIERROT・西脇辰弥）
2. 真っ赤な花
（作詞：キリト／作曲：潤／編曲：PIERROT・西脇辰弥）
3. サルビア
（作詞：キリト／作曲：潤／編曲：PIERROT・西脇辰弥）